# Sydney Devine
Sydney Devine (Cleland, 11 de enero de 1940 – Ayr, 13 de febrero de 2021) fue un cantante escocés de música country.

## Biografía
Devine nació en Cleland, North Lanarkshire en 1940. Publicó su primer álbum de country en 1970. En 2003 se convirtió en miembro de la Orden del Imperio Británico por sus servicios a la música. En septiembre de 2017, a los setenta y ocho años, anunció una gira a nivel nacional con su hija, Debby McGregor, casi veinte años después de su última gira musical.
El músico falleció el 13 de febrero de 2021, a los 81 años.

## Discografía
- Your Favourite Country Songs (Emerald - 1970)
- Country (Emerald - 1973)
- Encores (Emerald - 1974)
- Crying Time (Emerald - 1974)
- The Very Best Of (Emerald - 1975)
- Absolutely Devine (Emerald - 1975)
- Live At The City Hall, Glasgow (Emerald - 1975)
- Live At The City Hall, Glasgow (Pickwick - 1976)
- Doubly Devine (Philips - 1976)
- This Song is Just for You (Sunset - 1976)
- Devine Time (Philips - 1976)
- The Collection (Pickwick 1977)
- Greatest Hits (Emerald 1977)
- Almost Persuaded (Philips - 1977)
- Nashville Album (Philips - 1978)
- My World of Music (Philips - 1979)
- 20 Golden Greats (Ronco 1980)
- 25th Anniversary Album (Philips 1980)
- The Pride of Bonnie Scotland (Phonodisc 1980)
- Heartaches (Philips 1981)
- Take My Hand, Precious Lord (Emerald)
- Favourite Memories of Mine (Country House)
- By Request (Country House)
- From Scotland With Love (Scotdisc)
- Hits Jackpot (Country House)
- Always & Forever (Scotdisc)
- Green Green Grass of Home (Scotdisc)
- The Very Best Of (MCA)
- Norfolk Country (Scotdisc)
- Crying Time (Homeland)
- Crying Time (Emporio)
- 50 Country Winners (Prism)
- Line Dance Party (Scotdisc)
- Line Dance Party 2 (Scotdisc)
- Crying Time (Prism)
- Simply Devine (Scotdisc)
- Dance Party (Scotdisc)
- Big Country Line Dance Party (Scotdisc)
- 40 Greatest Hits (Emerald)
- The Best Of (Music Delta)
- Crying Time (Emerald)
- You Can Dance (with Tommy Scott) (Scotdisc - 2005)
- When I Stop Dreaming (Scotdisc - 2006)
- Line Dance Party (Scotdisc - 2007)
- Skiffle Country (Scotdisc - 2010)
- Tiny Bubbles and the Signature Songs (Scotdisc - 2012)
- Nashville Country (Scotdisc 2014)
- Love Songs (Scotdisc 2015)
- It Is No Secret (Emerald 2015)
- I'm Back (Scotdisc 2019)